# Салту-Гранди
Салту-Гранди (порт. Salto Grande) — муниципалитет в Бразилии, входит в штат Сан-Паулу. Составная часть мезорегиона Ассис. Входит в экономико-статистический  микрорегион Ориньюс. Население составляет 9190 человек на 2014 год. Занимает площадь 189,072 км². Плотность населения — 48,8 чел./км².
Праздник города —  27 декабря. 

## Статистика
- Валовой внутренний продукт на 2003 составляет 97.136.497,00 реалов (данные: Бразильский институт географии и статистики).
- Валовой внутренний продукт на душу населения на 2003 составляет 10.953,60 реалов (данные: Бразильский институт географии и статистики).
- Индекс развития человеческого потенциала на 2000 составляет 0,761 (данные: Программа развития ООН).